# 無相
參數所指定的目標頁面不存在，建議更正成存在頁面或直接建立下列一個頁面（建立前請先搜尋是否有合適的存在頁面可以取代）：
- 无相 (小说人物)

無相，佛教用語，為相的反義詞，絕真理之眾相名無相。無相三昧為三解脫門之一。

## 概論
1. 《大乘義章》二：言無相者，釋有兩義。一、就理彰名。理絕眾相，故名無相。二、就涅槃法相釋。涅槃之法離十相，（《涅槃經》三十：色相、聲相、香相、味相、觸相、生、住、壞相、男相、女相，是名十相。）故曰無相。
2. 《大論》曰：般若波羅蜜是無相相。